# Dombeya montana
Dombeya montana är en malvaväxtart. Dombeya montana ingår i släktet Dombeya och familjen malvaväxter.

## Underarter
Arten delas in i följande underarter:
- D. m. macrantha
- D. m. montana